# Ноември
Ноември е името на единадесетия месец от годината според Григорианския календар и има 30 дни.

## Етимология
Името му произлиза от латинското Novem (девети), тъй като е деветият месец според римския календар, който започва през март. С въвеждането на юлианския календар за начало на годината се определя датата 1 януари и ноември става единадесетият месец.
Старото славянско име на месеца е  (груден), тъй като през този месец земята се сковава от студ и става на грудки (буци).
Прабългарите наричали този месец Елнем.

## Метеорология
Ноември е типично есенен месец, какъвто е и октомври. За разлика от по-големия си събрат обаче, единадесетият месец от годината е по-скоро късно есенен, най-вече предвид факта, че обикновено почти навсякъде, дори и на морския бряг през този месец пада първият сняг. Понякога се случва през ноември да има дълга поредица (между 5 и 10) дни с предимно слънчево и по-топло от обичайното време, но като цяло облачните дни са около 22 – 23 и само 7 – 8 са слънчеви. Засилва се преносът на североизточни арктични въздушни маси, поради което максималните температурите още през първата половина на месеца трайно се понижават под 15 градуса – най-често между 8 и 13, дори и на морския бряг, където все по-често се появява характерният за това време от годината умерен, временно и силен, североизточен вятър около 12 – 13, само по поречието на Струма до 14 – 15 градуса. Валежите все още са от дъжд, но снежната граница се спуска вече до около и под 1000 m надморска височина. Сравнително често се случва първият сняг да падне още преди 15 ноември. В планините също вече е студено – между минус 4 и плюс 1 – 2 градуса, по най-високите върхове – в интервала минус 6 – минус 3 градуса. След 15 – 16 ноември температурите още малко се понижават и вече почти никъде не превишават 10 градуса, дори и на морския бряг. В планините навсякъде вече е отрицателно студено – между минус 7 и минус 2 – 0 градуса в по-ниски места като Банско и Добринище, по най-високите върхове – от минус 10 до минус 6.

## Събития
- 1 ноември – в България е Ден на народните будители.
- 1 ноември – в Ирландия е смятан за първия зимен ден.
- 5 ноември – във Великобритания (но не и в Северна Ирландия) се празнува годишнината от опита на Гай Фокс от 1605 г. да взриви Уестминстърския дворец в Лондон или т.нар. „Нощ на Гай Фокс“.
- В четвъртия четвъртък от месеца в САЩ се празнува Денят на благодарността.

## Любопитно
Месеците ноември и март започват на един и същ ден от седмицата; същото се отнася и за ноември и февруари, освен във високосна година.